# Lorenzo Meyer
Lorenzo Francisco Meyer Cossío (Ciudad de México, 24 de febrero de 1942) es un historiador y académico mexicano que también incursiona en el análisis político.

## Estudios y docencia
Profesor emérito de El Colegio de México y miembro emérito del Sistema Nacional de Investigadores del Consejo Nacional de Ciencia y Tecnología de México, obtuvo su licenciatura en Relaciones Internacionales en el Centro de Estudios Internacionales de El Colegio de México. Es doctor en Relaciones Internacionales por El Colegio de México, con estancia posdoctoral en el Departamento de Ciencia Política de la Universidad de Chicago.
Ha impartido cursos en la Facultad de Ciencias Políticas y Sociales de la Universidad Nacional Autónoma de México (UNAM) en 1971, 1972 y 1975; en la Universidad Autónoma de Nuevo León en 1979; en El Colegio de Michoacán en 1981; en la Facultad Latinoamericana de Ciencias Sociales (FLACSO) de 1981 a 1984; en el Instituto Tecnológico Autónomo de México de 1983 a 1984, y en la Universidad Iberoamericana en 1993.
Como profesor visitante ha impartido cursos en los departamentos de historia de la Universidad de Texas en Austin, del Colorado College, de la Universidad de Chicago, de la Universidad de California, San Diego, en la Universidad de Washington en Seattle, en la Universidad Columbia, en la Universidad Complutense en Madrid, y en la Universidad Stanford.

## Analista político
Meyer ha dicho abiertamente que él no es periodista. En una entrevista en el programa "Tragaluz" conducido por Fernando del Collado para la cadena Milenio TV, dijo lo siguiente:
Yo no soy periodista. Yo escribo columnas de opinión (en diversos medios de comunicación en México).
Desde 1984, su columna «Agenda Ciudadana» se ha publicado en los diarios Excélsior (1984-1994), Reforma (1994-2018) y El Universal (desde 2018). Asimismo, desde 1999 es panelista del programa Primer Plano de Canal Once, siendo el único analista que ha permanecido desde el inicio de la emisión. También participa en la mesa de análisis político del noticiero por internet que conduce la periodista Carmen Aristegui.

## Controversias
Un reportaje de investigación del portal eme-equis.com exhibió el salario que percibe como comentarista en diversos medios de comunicación el cual asciende a más de medio millón de pesos en siete meses. Lorenzo Meyer es un simpatizante del presidente Andrés Manuel López Obrador y ha respaldado el término "oposición moralmente derrotada" en referencia a medios, políticos y empresarios opositores del presidente. En una mesa de análisis político realizada por la periodista Carmen Aristegui, Meyer cuestionó una lista dada a conocer por el periódico Reforma, sobre el dinero que daban los gobiernos anteriores al de Morena, a medios de comunicación, periodistas y analistas políticos para tenerlos controlados. En el entendido que controlar significa, alabar y defender al poder en turno al tiempo que se callan o justifican los errores o decisiones ejecutadas por ese mismo poder en materia de políticas públicas, que pudieran afectar los intereses de las mayoría o de sectores de la población en México.
Su hijo, Román Meyer Falcón, es secretario de Desarrollo Agrario, Territorial y Urbano dentro del gabinete de Andrés Manuel López Obrador. 

### Sobre la consulta para enjuiciar expresidentes en México
Sobre la poca participación ciudadana en la consulta para enjuiciar expresidentes impulsada por el presidente López Obrador, Meyer dijo que la gente no fue a votar porque no tienen consciencia que han sido explotadas como bestias por siglos.  La declaración generó una airada respuesta de la población en redes sociales. 

## Premios y distinciones
- Premio de Investigación de la Academia Mexicana de Ciencias en 1974.[14]
- Premio Nacional del Comité Mexicano de Ciencias Históricas por Mejor Artículo Histórico Publicado. 1983.
- Premio Nacional de Periodismo de México por mejor artículo de fondo en 1989.[15]
- Medalla Capitán Alonso de León Otorgada por la Sociedad Nuevoleonesa de Historia, Geografía y Estadística, A.C.. 1998.
- Comendador de la Orden de Isabel la Católica, otorgado por el Gobierno de España. 2010.
- Premio de Investigación Histórica sobre México Contemporáneo “Daniel Cosio Villegas 2010”, otorgado por el INEHRM.
- Premio Nacional de Ciencias y Artes en el ámbito de Historia, Ciencias Sociales y Filosofía en 2011.[16]

## Obras publicadas
- México y los Estados Unidos en el conflicto petrolero (1917-1942), México, El Colegio de México, 1968, 1972, 2009.
- Mexico and the United States in the Oil Controversy, 1917-1942, Austin & London, University of Texas Press, 1977.
- Las raíces del nacionalismo petrolero en México. México, Océano, 2009.
- Los grupos de presión extranjeros en el México revolucionario 1910-1940, México, Secretaría de Relaciones Exteriores, Colección del Archivo Histórico Diplomático Mexicano, 1973.
- Historia de la Revolución mexicana 1928-1934. Vol. 13: El conflicto social y los gobiernos del maximato, México, El Colegio de México, 1978.
- Historia de México moderna y contemporánea. El México contemporáneo (1920-1976), México, M. Aguilar-El Colegio de Bachilleres, 1980.
- México y su historia. Del caudillismo a la unidad política nacional, 1929-1946, México, UTEHA.
- The Mexican Revolution and the Anglo-American Powers. The End of Confrontation and the Beginning of Negotiation, San Diego, California, Center for U.S.-Mexican Studies-University of California, 1985.
- Su Majestad británica contra la Revolución mexicana, 1900-1950. El fin de un imperio informal, México, El Colegio de México, 1991.
- La marca del nacionalismo. México y el mundo. Historia de sus relaciones exteriores. Tomo VI, México, El Colegio de México-Senado de la República, 1991.
- La segunda muerte de la Revolución mexicana, México, Cal y Arena, 1992.
- Liberalismo autoritario. Las contradicciones del sistema político mexicano, México, Océano, 1995.
- Fin de régimen y democracia incipiente. México hacia el siglo XXI, México, Océano, 1998.
- El cactus y el olivo. Las relaciones de México y España en el siglo XX, México, Océano, 2001.
- El Estado en busca del ciudadano. Un ensayo sobre el proceso político mexicano contemporáneo, México, Océano, 2005.
- El espejismo democrático. De la euforia del cambio a la continuidad, México, Océano, 2007.
- México y el mundo. Historia de sus relaciones exteriores la marca del nacionalismo, México, El Colegio de México, 2010, tomo VI.
- México para los mexicanos. La revolución y sus adversarios, México, El Colegio de México, 2010.
- Nuestra Tragedia Persistente. La Democracia Autoritaria en México, México, Debate, 2013.
- La distopía mexicana. Perspectivas para una nueva transición, México, Debate, 2016.
- El poder vacío. El agotamiento de un régimen sin legitimidad, México, Debate, 2019.

Como coautor
- Las empresas transnacionales en México, con Bernardo Sepúlveda Amor y Olga Pellicer. México. El Colegio de México, 1974.
- Historia de la Revolución mexicana 1928-1934. Vol. 12. Los inicios de la institucionalización, La política del maximato, con Rafael Segovia y Alejandra Lajous. México: El Colegio de México, 1978.
- México frente a los Estados Unidos (Un ensayo histórico 1776-1980), con Josefina Zoraida Vázquez. México, El Colegio de México, 1982.
- The United States and Mexico, con Josefina Zoraida Vázquez. Chicago, University of Chicago Press, 1985.
- Historia gráfica de México. Siglo veinte., vols. I, II, III y IV. Con Héctor Aguilar Camín, México, Editorial Patria e Instituto Nacional de Antropología e Historia, 1988.
- A la sombra de la Revolución mexicana, con Héctor Aguilar Camín, México, Cal y Arena, 1989.
- In the Shadow of the Mexican Revolution, Contemporary Mexican History, 1910-1989, con Héctor Aguilar Camín, University of Texas Press, Austin, 1993.
- Petróleo y nación (1900-1987). La política petrolera en México, con Isidro Morales, México, Fondo de Cultura Económica, 1990.
- Historia de México. Bachillerato, con Josefina Zoraida Vázquez y Romana Falcón, México, Santillana, 1998.